# Peyto-Gletscher
Der Peyto-Gletscher ist ein im Banff-Nationalpark in der kanadischen Provinz Alberta gelegener Gletscher.
Der Peyto-Gletscher bildet einen Auslassgletscher des Wapta-Eisfelds. Er erstreckt sich zwischen 2100 m und 2600 m Höhe über dem Meeresspiegel. Zuerst wurde der Gletscher 1896 von Walter Dwight Wilcox, einem Photographen und Entdecker, photographiert. Dadurch ist der Rückgang des Gletschers über einen langen Zeitraum dokumentiert: Seit 1896 hat der Gletscher etwa 70 % seines Volumens verloren. Seine größte Ausdehnung im Holozän erreichte er wahrscheinlich zwischen 1836 und 1846.

Silt aus dem Schmelzwasser des Gletschers ist die Ursache der türkisen Farbe des Peyto Lake.